# Chính sách thị thực của Algérie
Chính phủ Algérie cho phép công dân của một số quốc gia và vùng lãnh thổ đến Algérie mà không cần xin thị thực. Tất cả du khách phải sở hữu hộ chiếu có hiệu lực 6 tháng từ ngày nhập cảnh Algérie.

## Bản đồ chính sách thị thực

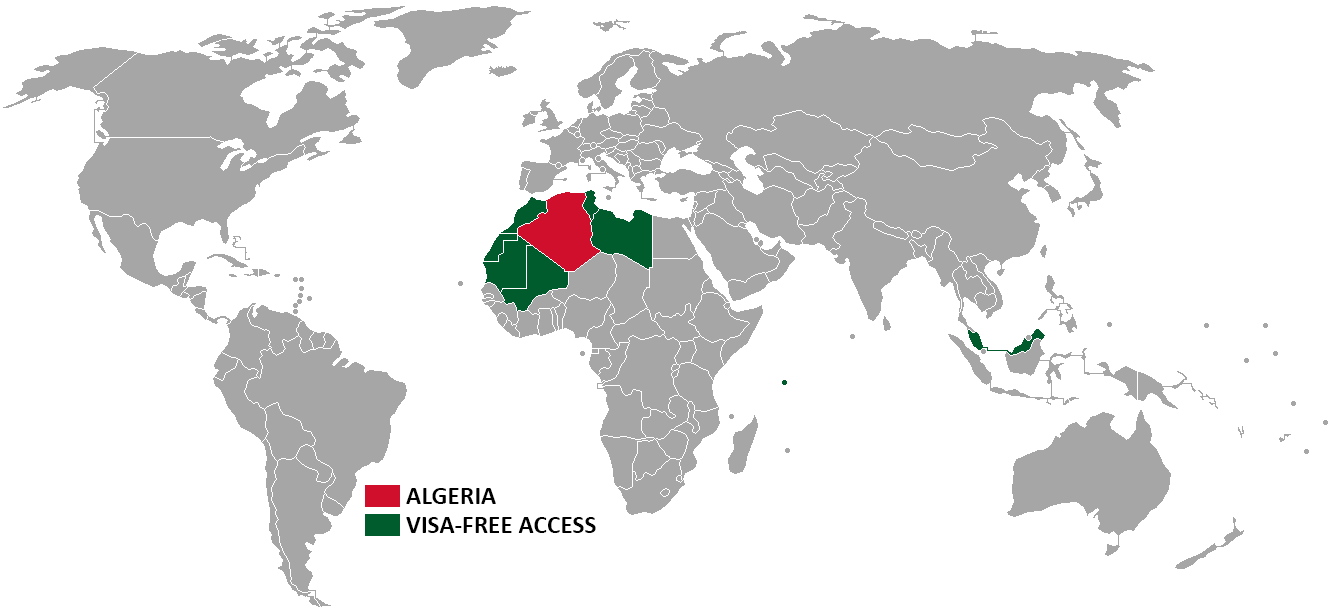
Chính sách thị thực Algeria
Algeria
Miễn thị thực

## Miễn thị thực
Công dân của 7 quốc gia sau cũng như những người vô quốc gia và người tị nạn định cư ở các quốc gia này có thể ở lại Algeria 90 ngày với mục đíhc du lịch hoặc công tác:
| - Libya - Malaysia - Mali - Mauritania | - Maroc - Cộng hòa Dân chủ Ả Rập Sahrawi - Seychelles - Tunisia |

### Hộ chiếu công vụ
Người sở hữu hộ chiếu công vụ của 31 quốc gia sau có thể đến Algeria mà không cần thị thực:
| - Albania - Benin - Bản mẫu:Country data Bradil - Cuba - Ai Cập - Ethiopia - Hy Lạp - Guinea - Ý - Kuwait - Malta - Mexico - Niger - Oman - Pakistan | - Peru - Bồ Đào Nha - Qatar - Romania - Senegal - Serbia - Slovakia - Nam Phi - Hàn Quốc - Tây Ban Nha - Thụy Sĩ - Thổ Nhĩ Kỳ - Các Tiểu vương quốc Ả Rập Thống nhất - Venezuela - Việt Nam |

### Hộ chiếu ngoại giao
Người sở hữu hộ chiếu ngoại giao của 7 quốc gia sau có thể đến Algeria mà không cần thị thực:
| - Argentina - Croatia - Pháp - Đức | - Hungary - Nigeria - Sudan |

## Israel
Công dân  Israel bị từ chối nhập cảnh và quá cảnh, kể cả nếu không ra khỏi máy bay và bay tiếp bằng máy bay đó.